# Robert Abernathy
Robert Harwood Abernathy (geboren am 6. Juni 1924 in Tucson, Arizona; gestorben am 6. April 1990) war ein US-amerikanischer Science-Fiction-Autor.

## Leben
Abernathy studierte ab 1945 slawische Sprachen an der Harvard University, wo er 1951 promovierte. Bis zu seiner Emeritierung war er Professor für Slawistik an der University of Colorado mit Schwerpunkt.
Er veröffentlichte während der 1940er und 1950er Jahre zahlreiche Kurzgeschichten in den SF-Magazinen des Goldenen Zeitalters der Science-Fiction, anfangs in Astounding, dann in Planet Stories und später vorwiegend in The Magazine of Fantasy and Science Fiction. Die Encyclopedia of Science Fiction charakterisiert ihn als „verlässlichen, respektablen Autor“, der mit dem Niedergang der SF-Magazine und dem Übergang zu den Taschenbuchreihen aufhörte zu publizieren. Als Slawist hat er auch Arbeiten in Stanisław Lem ins Englische übersetzt.

## Bibliografie
- Heritage (in: Astounding Science-Fiction, June 1942)
- Peril of the Blue World (in: Planet Stories, Winter 1942)
- Mission from Arcturus (in: Science Fiction Quarterly, Spring 1943)
- Saboteur of Space (in: Planet Stories, Spring 1944)
- The Canal Builders (in: Astounding Science Fiction, January 1945)
- When the Rockets Come (in: Astounding Science Fiction, March 1945)
- Failure on Titan (in: Planet Stories, Winter 1947)
- Hostage of Tomorrow (in: Planet Stories, Spring 1949)
- The Giants Return (in: Planet Stories, Fall 1949)
- The Dead-Star Rover (in: Planet Stories, Winter 1949)
- The Tower of Babble (in: Amazing Stories Quarterly (Reissue), Winter 1950)
- The Ultimate Peril (in: Amazing Stories Quarterly (Reissue), Fall 1950)
- Strange Exodus (in: Planet Stories, Fall 1950)
- Righteous Plague (in: Science Fiction Quarterly, May 1951)
- The Four Commandments (in: Science Fiction Quarterly, February 1953)
- The Rotifers (in: IF Worlds of Science Fiction, March 1953)
- Lifework (in: Science Fiction Quarterly, May 1953)
- The Captain's Getaway (1953, in: Orbit, No. 1)
- Professor Schlucker's Fallacy (in: The Magazine of Fantasy and Science Fiction, November 1953)
- Axolotl (in: The Magazine of Fantasy and Science Fiction, January 1954; auch: Deep Space, 1957)
- The Record of Currupira (in: Fantastic Universe, January 1954)
- Tag (in: Beyond Fantasy Fiction, January 1954)
- The Firefighter (in: The Magazine of Fantasy and Science Fiction, March 1954)
- When the Mountain Shook (in: IF Worlds of Science Fiction, March 1954)
- The Thousandth Year (in: Astounding Science Fiction, April 1954)
- Heirs Apparent (in: The Magazine of Fantasy and Science Fiction, June 1954)
  - Deutsch: Die rechtmäßigen Erben. In: Anthony Boucher (Hrsg.): 20 Science Fiction-Stories. Heyne-Anthologien #2, 1963.
- Pyramid (in: Astounding Science Fiction, July 1954)
- The Marvelous Movie (in: Future Science Fiction, August 1954)
- The Fishers (in: The Magazine of Fantasy and Science Fiction, December 1954)
- Single Combat (in: The Magazine of Fantasy and Science Fiction, January 1955)
- World of the Drone (in: Imagination, January 1955)
- The Guzzler (in: Science Fiction Quarterly, May 1955)
- The Year 2000 (in: The Magazine of Fantasy and Science Fiction, January 1956)
- Junior (in: Galaxy Science Fiction, January 1956)
- Grandma's Lie Soap (in: Fantastic Universe, February 1956)
- One of Them? (in: Science Fiction Quarterly, May 1956)
- The Laugh (in: Fantastic Universe, June 1956)
- Hour Without Glory (in: The Magazine of Fantasy and Science Fiction, July 1956)